# Bejcgyertyános
Bejcgyertyános là một thị trấn thuộc hạt Vas, Hungary. Thị trấn này có diện tích 31,43 km², dân số năm 2010 là 465 người, mật độ 15 người/km².